# Lane Construction
 (août 2023).
Si vous disposez d'ouvrages ou d'articles de référence ou si vous connaissez des sites web de qualité traitant du thème abordé ici, merci de compléter l'article en donnant les références utiles à sa vérifiabilité et en les liant à la section « Notes et références ».
Lane Construction Corp, branche construction de la société Lane Industries Inc. est la première entreprise routière et d'enrobés américaine dont le siège social est situé à Cheshire, dans le Connecticut aux États-Unis. C'est également une des premières entreprises de génie-civil. L'entreprise appartient depuis mai 2016 au groupe italien de bâtiment et travaux publics Salini Impregilo S.p.A., renommé Webuild S.p.A. en mai 2020.
L'entreprise Lane Construction est spécialisée dans la technologie des constructions complexes et le génie-civil. Elle réalise des ouvrages d'art et des grands travaux sur tout le territoire des États-Unis comme les barrages et les centrales hydroélectriques, les canaux et écluses, les voies ferrées et lignes à grande vitesse, les métros, les aéroports, les autoroutes avec tunnels et viaducs, tous types de bâtiments industriels.

## Histoire
L'origine de l'entreprise Lane remonte à 1890. John Lane, petit entrepreneur ferroviaire, lance une activité de concassage de pierres pour les chemins de fer et le pavage des rues. En peu de temps, la spécialité de construction routière de Lane remporte un vif succès. Il peut se vanter d'avoir réalisé 75 000 mètres carrés de routes en macadam, un mélange de pierre, sable et asphalte brut, uniquement durant l'année 1895. Il fonde Lane Construction Corporation en 1902.
Pendant la Première Guerre mondiale, Lane Construction étend son activité en Nouvelle-Angleterre et l'État de New York. En 1930, Lane Construction compte déjà 750 contrats pour plus de 1 400 milles (2250 km) de routes, devenant ainsi l'une des plus grandes entreprises routières de la côte Est.
Pendant la Seconde Guerre mondiale, Lane Construction élargit son portefeuille de projets pour inclure des bases militaires destinées à soutenir l'effort de guerre. Au cours des années 1950 et 1960, Lane Construction construit les autoroutes les plus connues du pays, notamment la New York Thruway, la Connecticut Turnpike et la Massachusetts Turnpike.
Dans les décennies 1970/80, Lane Construction se développe en réalisant plusieurs très gros projets publics et privés. En 1973, Lane Construction décroche son premier contrat pour la Washington Metropolitan Area Transit Authority. En 1980, le chiffre d'affaires de la société dépasse la barre des 100 millions de dollars.
Dans les années 1990, Lane Construction réalise sa première autoroute privée à péage en Virginie en jetant les bases du modèle de prestation plus connue comme partenariat public-privé (PPP). Durant les 20 années suivantes, Lane Construction s'affirme comme l'une des principales entreprises de transport aux États-Unis grâce à sa compétence en matière de PPP et de réalisations de conception-construction, notamment le projet I-495 Express en Virginie d'un montant de 1,5 milliard de dollars. En 2015, Lane Construction célèbre son 125e anniversaire et son chiffre d'affaires a dépassé le milliard de dollars.
En novembre 2015, le groupe italien Salin Impregilo S.p.A. annonce le rachat de Lane Industries Inc. qui va fusionner avec S.A. Healy, une des filiales américaines du groupe Salini Impregilo, un leader mondial de la construction spécialisé dans l'hydroélectricité et les barrages, les chemins de fer, les systèmes de métro, les routes et les autoroutes et qui sera intégrée dans le groupe.

## Principaux secteurs d'activité
Lane Industries Inc. intervient dans différentes spécialités :
- La fabrication d'enrobés routiers - 1re entreprise américaine,
- Les grands projets :
  - Aéroports
  - Autoroutes
  - Voies ferrées normales et à grande vitesse,
  - Métros
  - Ponts et viaducs.

## Principales réalisations
Les projets auxquels l'entreprise Lane Construction a participé comprennent des bâtiments de services publics, des autoroutes, des aéroports, des systèmes de captage, transport et approvisionnement en eau, l'élimination des déchets, des hôpitaux et l'aménagement du territoire. 
Les ouvrages les plus importants sont : 
- 2010 - Construction des voies Express I-495 en Virginie du Nord comportant 58 ponts (1,5 milliard US$),
- 2010 - Construction autoroute IH-35E (28 miles ± 45 km) par le groupement AGL comprenant Lane (mandataire), Archer Westrern et Granite (1,06 milliard us$)
- Nouveau pont “Gerald Desmond” de Long Beach États-Unis

En juillet 2013, le groupe Salini-Impregilo en J-V avec les entreprises Shimmick Construction (USA) et FCC Construction (Espagne), remporte l'appel d'offres comme General Contractor pour la conception et la réalisation du nouveau pont "Gerald Desmond" à Long Beach, en Californie. Le montant global du marché est de 650 millions de dollars. Ce nouveau pont suspendu a une longueur totale de 610 mètres avec une travée centrale de 300 mètres et comporte un viaduc d'accès de plus de 2 kilomètres.
- 2019 - Construction d'un tunnel de stockage d'eau, dans l'État de Washington (255 millions US$)[2],
- 2020 - Élargissement de la I-405 Renton à Bellevue et construction d'autoroute à péage express (705 millions US$),
- 2021 - Construction des digues de protection contre les risques d'inondation de Kansas City (Missouri) (258 millions US$)[3],
- 2022 - Reconstruction de la base aérienne de Tyndall (AFB) pour le Corps des ingénieurs de l'armée américaine (USACE) (357 millions US$)[4],
- 2022 - Échangeur I-275/I-4 du centre-ville de Tampa (DTI) en Floride (223 millions US$)[5],
- 2023 - Construction de l'autoroute Interstate 4 (I-4) / State Road (SR) 535 (Apopka – Vineland Road) en Floride (102 millions US$)[6],

## Les filiales
- VSL Electrical Signing, Lighting (VSL)

Cette grande entreprise, filiale de Lane, fournit des solutions complètes en matière d'infrastructures électriques, signalisation, éclairage et systèmes complexes pour tout type de projets, notamment les systèmes de transport intelligents (STI) et les infrastructures spécialisées pour l'aéronautique (équipement des pistes), les terminaux et les systèmes de déplacement de personnes.